# Dominio de Dedekind

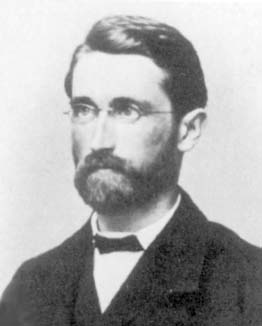
Foto de Richard Dedekind en 1870.

En álgebra abstracta, un dominio de Dedekind o anillo de Dedekind, llamado así por el matemático alemán Richard Dedekind (1831-1916), es un dominio de integridad en el que cada ideal propio no nulo se convierte en un producto de ideales primos. Se puede demostrar que tal factorización es entonces necesariamente única hasta el orden de los factores. Hay al menos otras tres caracterizaciones de los dominios de Dedekind que a veces se toman como definición (véase más abajo).
Un cuerpo es un anillo conmutativo en el que no hay ideales propios no triviales, por lo que cualquier cuerpo es un dominio de Dedekind, aunque de una manera bastante vacua. Algunos autores agregan el requisito de que un dominio de Dedekind no sea un cuerpo. Muchos más autores establecen teoremas para los dominios de Dedekind con la condición implícita de que pueden requerir modificaciones triviales para el caso de los cuerpos.
Una consecuencia inmediata de la definición es que todo dominio de ideales principales (DIP) es un dominio de Dedekind. De hecho, un dominio de Dedekind es un dominio de factorización única (DFU) si y solo si es un DIP.

## Laprehistoriade los dominios de Dedekind
En el siglo XIX, se convirtió en una técnica común obtener información sobre soluciones enteras de ecuaciones algebraicas utilizando anillos de números algebraicos de grado superior. Por ejemplo, elíjase un número entero {\displaystyle m} positivo. En el intento de determinar qué números enteros están representados por la forma cuadrática {\displaystyle x^{2}+my^{2}}, es natural factorizar la forma cuadrática en {\displaystyle (x+{\sqrt {-m}}y)(x-{\sqrt {-m}}y)}, teniendo lugar la factorización en el anillo de los números enteros del cuerpo cuadrático {\displaystyle \mathbb {Q} ({\sqrt {-m}})}. De manera similar, para un número entero positivo {\displaystyle n}, el polinomio {\displaystyle z^{n}-y^{n}} (que es relevante para resolver la ecuación de Fermat {\displaystyle x^{n}+y^{n}=z^{n}}) se puede factorizar sobre el anillo {\displaystyle \mathbb {Z} [\zeta _{n}]}, donde {\displaystyle \zeta _{n}} es una raíz n-ésima primitiva de la unidad.
Para unos pocos valores pequeños de {\displaystyle m} y {\displaystyle n}, estos anillos de números enteros algebraicos son DIP, y esto puede verse como una explicación de los éxitos clásicos de Fermat ({\displaystyle m=1,n=4}) y Euler ({\displaystyle m=2,3,n=3}). En ese momento, los teóricos de las formas cuadráticas conocían bien un procedimiento para determinar si el anillo de todos los enteros algebraicos de un cuerpo cuadrático {\displaystyle \mathbb {Q} ({\sqrt {D}})} dado es un DIP. Especialmente, Gauss había analizado el caso de cuerpos cuadráticos imaginarios: encontró exactamente nueve valores de {\displaystyle D<0} para los cuales el anillo de enteros es un DIP y conjeturó que no había más valores (la conjetura de Gauss fue probada más de cien años después por Kurt Heegner, Alan Baker y Harold Stark). Sin embargo, esto se entendía (solo) en el lenguaje de las clases de equivalencia de las formas cuadráticas, de modo que en particular la analogía entre formas cuadráticas y la ecuación de Fermat parece que no había sido percibida. En 1847 Gabriel Lamé anunció una solución del último teorema de Fermat para todos los {\displaystyle n>2}; es decir, que la ecuación de Fermat no tiene soluciones en enteros distintos de cero, pero resultó que su solución dependía de la suposición de que el anillo ciclotómico {\displaystyle \mathbb {Z} [\zeta _{n}]} es un DFU. Ernst Kummer había demostrado tres años antes que este no era el caso para {\displaystyle n=23} (ahora se conoce la lista completa y finita de valores para los que {\displaystyle \mathbb {Z} [\zeta _{n}]} es un DFU). Al mismo tiempo, Kummer desarrolló métodos nuevos y potentes para demostrar el último teorema de Fermat al menos para una gran clase de exponentes primos {\displaystyle n} utilizando lo que ahora se conoce como el hecho de que el anillo {\displaystyle \mathbb {Z} [\zeta _{n}]} es un dominio de Dedekind. De hecho, Kummer no trabajaba con ideales sino con números ideales, y Dedekind dio la definición moderna de un ideal.
En el siglo XX los algebristas y los teóricos de los números se dieron cuenta de que la condición de ser un DIP es bastante delicada, mientras que la condición de ser un dominio de Dedekind es bastante sólida. Por ejemplo, el anillo de números enteros ordinarios es un DIP, pero como se ve arriba, el anillo {\displaystyle {\mathcal {O}}_{K}} de números enteros algebraicos en un cuerpo de números algebraicos {\displaystyle K} no necesita ser un DIP. De hecho, aunque Gauss también conjeturó que hay infinitos números primos {\displaystyle p} tales que el anillo de números enteros de {\displaystyle \mathbb {Q} ({\sqrt {p}})} es un DIP, en 2016 todavía no se sabía si hay infinitos cuerpos numéricos {\displaystyle K} (de grado arbitrario) tales que {\displaystyle {\mathcal {O}}_{K}} es un DIP. Por otro lado, el anillo de enteros en un cuerpo numérico es siempre un dominio de Dedekind.
Otra ilustración de la dicotomía delicado/robusto es el hecho de que ser un dominio de Dedekind es, entre los anillos noetherianos, una propiedad local: un dominio noetheriano {\displaystyle R} es de Dedekind si y solo si para cada ideal máximo {\displaystyle M} de {\displaystyle R}, la localización {\displaystyle R_{M}} es un anillo de Dedekind. Pero un dominio local es un anillo de Dedekind si y solo si es un DIP y si y solo si es un anillo de valoración discreta, por lo que la misma caracterización local no puede ser válida para los DIP: más bien, se puede decir que el concepto de un anillo de Dedekind es la globalización del concepto de un anillo de valoración discreta.

## Definiciones alternativas
Para un dominio integral {\displaystyle R} que no es un cuerpo, todas las siguientes condiciones son equivalentes:
(DD1) Todo ideal propio distinto de cero se factoriza en números primos.
(DD2) {\displaystyle R} es noetheriano, y la localización en cada ideal máximo es un anillo de valoración discreto.
(DD3) Todo ideal fraccional distinto de cero de {\displaystyle R} es invertible.
(DD4) {\displaystyle R} es un integralmente cerrado, dominio noetheriano con Dimensión de Krull uno (es decir, todo ideal primo distinto de cero es máximo).
(DD5) Para cualesquiera dos ideales {\displaystyle I} y {\displaystyle J} en {\displaystyle R}, {\displaystyle I} está contenido en {\displaystyle J} si y solo si {\displaystyle J} divide a {\displaystyle I} como ideales. Es decir, existe un {\displaystyle H} ideal tal que {\displaystyle I=JH}. Un anillo conmutativo (no necesariamente un dominio) con unidad que cumple esta condición se denomina anillo de división de contención (ADC).
Por lo tanto, un dominio de Dedekind es un dominio que es un cuerpo o satisface cualquiera, y por lo tanto las cinco (al ser equivalentes) de las condiciones de (DD1) a (DD5). Cuál de estas condiciones se toma como definición es, por lo tanto, meramente una cuestión arbitraria, aunque en la práctica, suele ser más fácil de verificar (DD4).
Un dominio de Krull es un análogo de dimensión superior de un dominio de Dedekind: un dominio de Dedekind que no es un cuerpo es un dominio de Krull de dimensión 1. Esta noción se puede utilizar para estudiar las diversas caracterizaciones de un dominio de Dedekind. De hecho, esta es la definición de un dominio de Dedekind utilizada en el "Álgebra conmutativa" de Bourbaki.
Un dominio de Dedekind también se puede caracterizar en términos de álgebra homológica: un dominio integral es un dominio de Dedekind si y solo si es un anillo hereditario; es decir, todo submódulo de un módulo proyectivo sobre él es proyectivo. De manera similar, un dominio integral es un dominio de Dedekind si y solo si todo módulo divisible sobre él es inyectivo.

## Algunos ejemplos de dominios Dedekind
Todos los dominios ideales principales y, por lo tanto, todos los anillos de valoración discretos son dominios de Dedekind.
El anillo {\displaystyle R={\mathcal {O}}_{K}} de los números enteros algebraicos en un cuerpo numérico K es noetheriano, integralmente cerrado y de dimensión uno: para ver la última propiedad, obsérvese que para cualquier ideal primo distinto de cero I de R, R/I es un conjunto finito, y recordando que un dominio integral finito es un cuerpo; entonces por (DD4) R es un dominio de Dedekind. Como anteriormente, esto incluye todos los ejemplos considerados por Kummer y Dedekind y fue el caso que motivó la definición general, y permanecen entre los ejemplos más estudiados.
La otra clase de anillos de Dedekind que podría decirse que tiene la misma importancia proviene de la geometría: sea C una integral geométrica no singular afín de una curva algebraica sobre un cuerpo k. Entonces el anillo de coordenadas k[C] de las funciones regulares en C es un dominio de Dedekind. Esto queda en gran parte claro simplemente al traducir términos geométricos al álgebra: el anillo de coordenadas de cualquier variedad afín es, por definición, un álgebra k generada finitamente, por lo tanto, noetheriana; además, curva significa dimensión uno y no singular implica (y, en dimensión uno, es equivalente a) normal, que por definición significa integralmente cerrado.
Ambas construcciones pueden verse como casos especiales del siguiente resultado básico:
Teorema: Sea R un dominio de Dedekind sobre el cuerpo de fracciones K. Sea L una extensión de cuerpos de K de grado finito y denótese con S el cierre integral de R en L. Entonces S es en sí mismo un dominio de Dedekind.
La aplicación de este teorema cuando R es en sí mismo un DIP brinda una forma de construir dominios de Dedekind a partir de un DIP. Tomando R= Z, esta construcción dice precisamente que los anillos de enteros de cuerpos numéricos son dominios de Dedekind. Tomando R= k[t], se obtiene el caso anterior de curvas afines no singulares como cubrimientos ramificados de la recta afín.
Zariski y Samuel estaban lo suficientemente entusiasmados con esta construcción como para preguntarse si todos los dominios de Dedekind surgen de ella; es decir, comenzando con un DIP y tomando el cierre integral en una extensión de cuerpo de grado finito. L. Claborn dio una respuesta negativa sorprendentemente simple.
Si la situación es como la anterior pero la extensión L de K es algebraica de grado infinito, entonces todavía es posible que el cierre integral S de R en L'' sea un dominio de Dedekind, pero no está garantizado. Por ejemplo, tómese de nuevo R= Z, K= Q y ahora tómese L como el cuerpo {\displaystyle {\overline {\textbf {Q}}}} de todos los números algebraicos. El cierre entero no es más que el anillo {\displaystyle {\overline {\textbf {Z}}}} de todos los números enteros algebraicos. Dado que la raíz cuadrada de un entero algebraico es nuevamente un entero algebraico, no es posible factorizar ningún entero algebraico no unitario distinto de cero en un producto finito de elementos irreducibles, lo que implica que {\displaystyle {\overline {\textbf {Z}}}} ni siquiera es noetheriano. En general, la clausura entera de un dominio de Dedekind en una extensión algebraica infinita es un dominio de Prüfer, pero resulta que el anillo de enteros algebraicos es un poco más especial, y se trata de un dominio de Bézout.

## Ideales fraccionarios y el grupo de clase
Sea R un dominio integral con cuerpo fraccionario K. Un ideal fraccionario es un submódulo R distinto de cero I de K para el cual existe una x distinta de cero en K tal que {\displaystyle xI\subset R.}
Dados dos ideales fraccionarios I y J, se define su producto IJ como el conjunto de todas las sumas finitas {\displaystyle \sum _{n}i_{n}j_{n},\,i_{n}\in I,\,j_{n}\in J}: el producto IJ es nuevamente un ideal fraccionario. El conjunto Frac(R) de todos los ideales fraccionarios dotados del producto anterior es un semigrupo conmutativo y de hecho un monoide: el elemento de identidad es el ideal fraccionario R.
Para cualquier ideal fraccionario I, se puede definir el ideal fraccionario
{\displaystyle I^{*}=(R:I)=\{x\in K\mid xI\subset R\}.}
Entonces, tautológicamente se tiene que {\displaystyle I^{*}I\subset R}. De hecho se tiene igualdad si y solo si I, como elemento del monoide de Frac(R), es invertible. En otras palabras, si I tiene algún inverso, entonces el inverso debe ser {\displaystyle I^{*}}.
Un ideal fraccional principal es uno de la forma {\displaystyle xR} para alguna x distinta de cero en K. Debe tenerse en cuenta que cada ideal fraccionario principal es invertible, por lo que el inverso de {\displaystyle xR} es simplemente {\displaystyle {\frac {1}{x}}R}. Ahora, se denota el subgrupo de los ideales fraccionarios principales por Prin(R).
Un dominio R es un DIP si y solo si todo ideal fraccionario es principal. En este caso, se tiene que Frac(R)= Prin(R)= {\displaystyle K^{\times }/R^{\times }}, ya que dos ideales fraccionarios principales {\displaystyle xR} y {\displaystyle yR} son iguales si y solo si {\displaystyle xy^{-1}} es una unidad en R.
Para un dominio general R, tiene sentido tomar el cociente del monoide Frac(R) de todos los ideales fraccionarios por el submonoide Prin(R) de los ideales fraccionarios principales. Sin embargo, este cociente en sí mismo es generalmente solo un monoide. De hecho, es fácil ver que la clase de un ideal fraccionario I en Frac(R)/Prin(R) es invertible si y solo si I mismo es invertible.
Ahora se puede apreciar la condición (DD3): en un dominio de Dedekind (y solo en un dominio de Dedekind) todo ideal fraccionario es invertible. Por lo tanto, estos son precisamente la clase de dominios para los que Frac(R)/Prin(R) forma un grupo, el grupo de clases de ideales Cl(R) de R. Este grupo es trivial si y solo si R es un DIP, por lo que puede verse como una cuantificación de la obstrucción a un dominio general de Dedekind que es un DIP.
Se observa que para un dominio arbitrario se puede definir el grupo de Picard Pic(R) como el grupo de ideales fraccionarios invertibles Inv(R) módulo el subgrupo de ideales fraccionarios principales. Para un dominio de Dedekind esto es, por supuesto, lo mismo que el grupo de clase ideal. Sin embargo, en una clase más general de dominios, incluidos los dominios de Noether y los dominios de Krull, el grupo de clases ideal se construye de una manera diferente y existe un homomorfismo canónico
Imagen(R) → Cl(R)
que, sin embargo, generalmente no es ni inyectivo ni sobreyectivo. Este es un análogo afín de la distinción entre divisores de Cartier y divisores de Weil en una variedad algebraica singular.
Un teorema notable de L. Claborn (Claborn 1966) afirma que para cualquier grupo abeliano G, existe un dominio de Dedekind R cuyo grupo de clase ideal es isomorfo a G. Más adelante, C.R. Leedham-Green mostró que tal R puede construirse como el cierre integral de un DIP en una extensión de cuerpo cuadrática (Leedham-Green 1972). En 1976, M. Rosen demostró cómo realizar cualquier grupo abeliano contable como el grupo de clase de un dominio de Dedekind que es un subanillo del cuerpo de función racional de una curva elíptica, y conjeturó que tal construcción elíptica debería ser posible para un grupo abeliano general (Rosen 1976). La conjetura de Rosen fue probada en 2008 por P.L. Clark (Clark, 2009).
Por el contrario, uno de los teoremas básicos de la teoría algebraica de números afirma que el grupo de clases del anillo de números enteros de un cuerpo numérico es finito; su cardinalidad se llama número de clases y es un invariante importante y bastante misterioso, a pesar del arduo trabajo de muchos matemáticos destacados desde Gauss hasta el día de hoy.

## Módulos generados finitamente sobre un dominio de Dedekind
En vista del bien conocido y extremadamente útil teorema de estructura para módulos finitamente generados sobre un dominio ideal principal (DIP), es natural pedir una teoría correspondiente para los módulos generados finitamente sobre un dominio de Dedekind.
Ahora se debe recordar brevemente la teoría de la estructura en el caso de un módulo {\displaystyle M} finitamente generado sobre un DIP {\displaystyle R}. Se define el submódulo de torsión {\displaystyle T} como el conjunto de elementos {\displaystyle m} de {\displaystyle M} tal que {\displaystyle rm=0} para algún {\displaystyle r} distinto de cero en {\displaystyle R}. Después:
(M1) {\displaystyle T} se puede descomponer en una suma directa de módulos de torsión cíclicos, cada uno de la forma {\displaystyle R/I} para algún ideal distinto de cero {\displaystyle I} de {\displaystyle R}. Según el teorema chino del resto, cada {\displaystyle R/I} se puede descomponer en una suma directa de submódulos de la forma {\displaystyle R/P^{i}}, donde {\displaystyle P^{i}} es una potencia de un ideal primo. Esta descomposición no necesita ser única, pero dos descomposiciones cualesquiera
{\displaystyle T\cong R/P_{1}^{a_{1}}\oplus \cdots \oplus R/P_{r}^{a_{r}}\cong R/Q_{1}^{b_{1}}\oplus \cdots \oplus R/Q_{s}^{b_{s}}}
sólo difieren en el orden de los factores.
(M2) El submódulo de torsión es un sumando directo. Es decir, existe un submódulo complementario {\displaystyle P} de {\displaystyle M} tal que {\displaystyle M=T\oplus P}.
(M3DIP) {\displaystyle P} es isomorfo a {\displaystyle R^{n}} para un número entero no negativo determinado de forma única {\displaystyle n}. En particular, {\displaystyle P} es un módulo libre generado finitamente.
Ahora, sea {\displaystyle M} un módulo generado finitamente sobre un dominio arbitrario de Dedekind {\displaystyle R}. Entonces (M1) y (M2) se sostienen palabra por palabra. Sin embargo, de (M3DIP) se deduce que un módulo libre de torsión generado de forma finita {\displaystyle P} sobre un DIP es libre. En particular, afirma que todos los ideales fraccionarios son principales, afirmación que es falsa siempre que {\displaystyle R} no sea un DIP. En otras palabras, la no trivialidad del grupo de clase Cl(R) hace que (M3DIP) falle. Sorprendentemente, la estructura adicional en módulos generados finitamente sin torsión sobre un dominio de Dedekind arbitrario está controlada con precisión por el grupo de clase, como se explica ahora. Sobre un dominio de Dedekind arbitrario, se tiene que (M3DD) {\displaystyle P} es isomorfo a una suma directa de módulos proyectivos de rango uno: {\displaystyle P\cong I_{1}\oplus \cdots \oplus I_{r}}. Además, para cualquier módulo proyectivo de rango uno {\displaystyle I_{1},\ldots ,I_{r},J_{1},\ldots ,J_{s}}, se tiene que
{\displaystyle I_{1}\oplus \cdots \oplus I_{r}\cong J_{1}\oplus \cdots \oplus J_{s}}
si y solo si
{\displaystyle r=s}
y
{\displaystyle I_{1}\otimes \cdots \otimes I_{r}\cong J_{1}\otimes \cdots \otimes J_{s}.\,}
Los módulos proyectivos de rango uno se pueden identificar con ideales fraccionarios, y la última condición se puede reformular como
{\displaystyle [I_{1}\cdots I_{r}]=[J_{1}\cdots J_{s}]\in Cl(R).}
Por lo tanto, un módulo libre de torsión generado finitamente de rango {\displaystyle n>0} se puede expresar como {\displaystyle R^{n-1}\oplus I}, donde {\displaystyle I} es un módulo proyectivo de rango uno. La clase de Steinitz para P sobre R es la clase {\displaystyle [I]} de {\displaystyle I} en Cl(R): se determina de forma única. Una consecuencia de esto es:
Teorema: Sea R un dominio de Dedekind. Entonces {\displaystyle K_{0}(R)\cong \mathbb {Z} \oplus Cl(R)}, donde K0(R) es el grupo de Grothendieck del monoide conmutativo de módulos R proyectivos generados finitamente.
Estos resultados fueron establecidos por Ernst Steinitz en 1912.
Una consecuencia adicional de esta estructura, que no está implícita en el teorema anterior, es que si los dos módulos proyectivos sobre un dominio de Dedekind tienen la misma clase en el grupo de Grothendieck, entonces son de hecho abstractamente isomorfos.

## Anillos localmente de Dedekind
Existen dominios integrales {\displaystyle R} que son localmente pero no globalmente de Dedekind: la localización de {\displaystyle R} en cada ideal máximo es un anillo de Dedekind (equivalentemente, un anillo de valoración discreta) pero {\displaystyle R} en sí mismo no es de Dedekind. Como se mencionó anteriormente, dicho anillo no puede ser noetheriano. Parece que los primeros ejemplos de tales anillos fueron construidos por N. Nakano en 1953. En la literatura, estos anillos a veces se denominan "casi anillos de Dedekind propiamente dichos".

## Lecturas relacionadas
- Edwards, Harold M. (1990), Divisor theory, Boston: Birkhäuser Verlag, ISBN 0-8176-3448-7, Zbl 0689.12001.